# Phaedon Gizikis
Phaedon Gizikis (Vólos, 16 de junho de 1917 – Atenas, 27 de julho de 1999) foi um político grego. Foi Presidente da Grécia de 25 de novembro de 1973 até 17 de dezembro de 1974.

## Juventude e carreira militar
Nascido em Volos, Grécia, Gizikis foi oficial de carreira do Exército Helênico. Ele se formou na Academia Militar Helênica em 1939, alcançando o posto de segundo-tenente na artilharia, e participou da Guerra Greco-italiana e da Guerra Civil Grega. Em 1967, ele apoiou o golpe de Estado de Georgios Papadopoulos e recebeu vários cargos militares importantes durante a ditadura que se seguiu.

## Vida posterior
Ele recebeu o título de Presidente da República em 25 de novembro de 1973, depois que Papadopoulos foi deposto por Dimitrios Ioannidis como chefe do regime em uma luta interna pelo poder. Enquanto servia como presidente, após o golpe apoiado em Chipre, ele iria impedir o confronto aberto com as forças turcas durante a invasão de Chipre. Ioannidis mais tarde culparia Gizikis e outros líderes hesitantes como o motivo da derrota grega. Como presidente, ele deu a tarefa de formar um novo governo, após o colapso da Junta, a Constantino Karamanlis. Após a queda da ditadura em 1974, ele manteve seu cargo por quatro meses pro tempore, até que uma nova constituição pudesse ser promulgada; ele foi então substituído por Michail Stasinopoulos.
Gizikis aposentou-se do exército em 1974, no mesmo dia em que renunciou ao cargo de chefe de Estado. Em 1976, um conselho judicial militar retirou os procedimentos contra ele e outros 88 ex-oficiais acusados de traição e motim por colaborarem com a ex-junta. 

Ele morreu em 26 de julho de 1999 no hospital militar NIMTS em Atenas.